# Tramwaje w Gerze
Tramwaje w Gerze – system komunikacji tramwajowej działający w Niemczech we Wschodniej Turyngii w mieście Gera. Jest to drugi najstarszy po tramwajach w Halle system tramwajowy w Niemczech.
Tramwaje w Gerze działają od 22 lutego 1892 na torach o rozstawie 1000 mm (wąskotorowy). Tramwajami w tym mieście zarządza firma Gerarer Verkehrsbetriebe.

## Linie tramwajowe
Obecnie w Gerze działają trzy linie tramwajowe:
| Nr. Linii | Trasa | Długość (km) | Czas podróży (min) | Przystanki |
| --------- | --- | ------------ | ------------------ | ---------- |
| 1         | Untermhaus – Plac Friedricha Naumanna – Dworzec główny/Teatr – Ulica Heinricha – Zimowy ogród – Zwötzen                  | 6,5          | 19                 | 13         |
| 2         | Lusan-Brüte – Lusan-Laune – Siedziba GVB – Dworzec Zwötzen                                                               | 2,6          | 8                  | 7          |
| 3         | Lusan-Zeulsdorf – Lusan-Laune – An der Spielwiese – Ulica Heinricha – Ulica Górników – Tinz – Uniwersytet – Bieblach-Ost | 12,1         | 33                 | 25         |

## Tabor

### KT4D

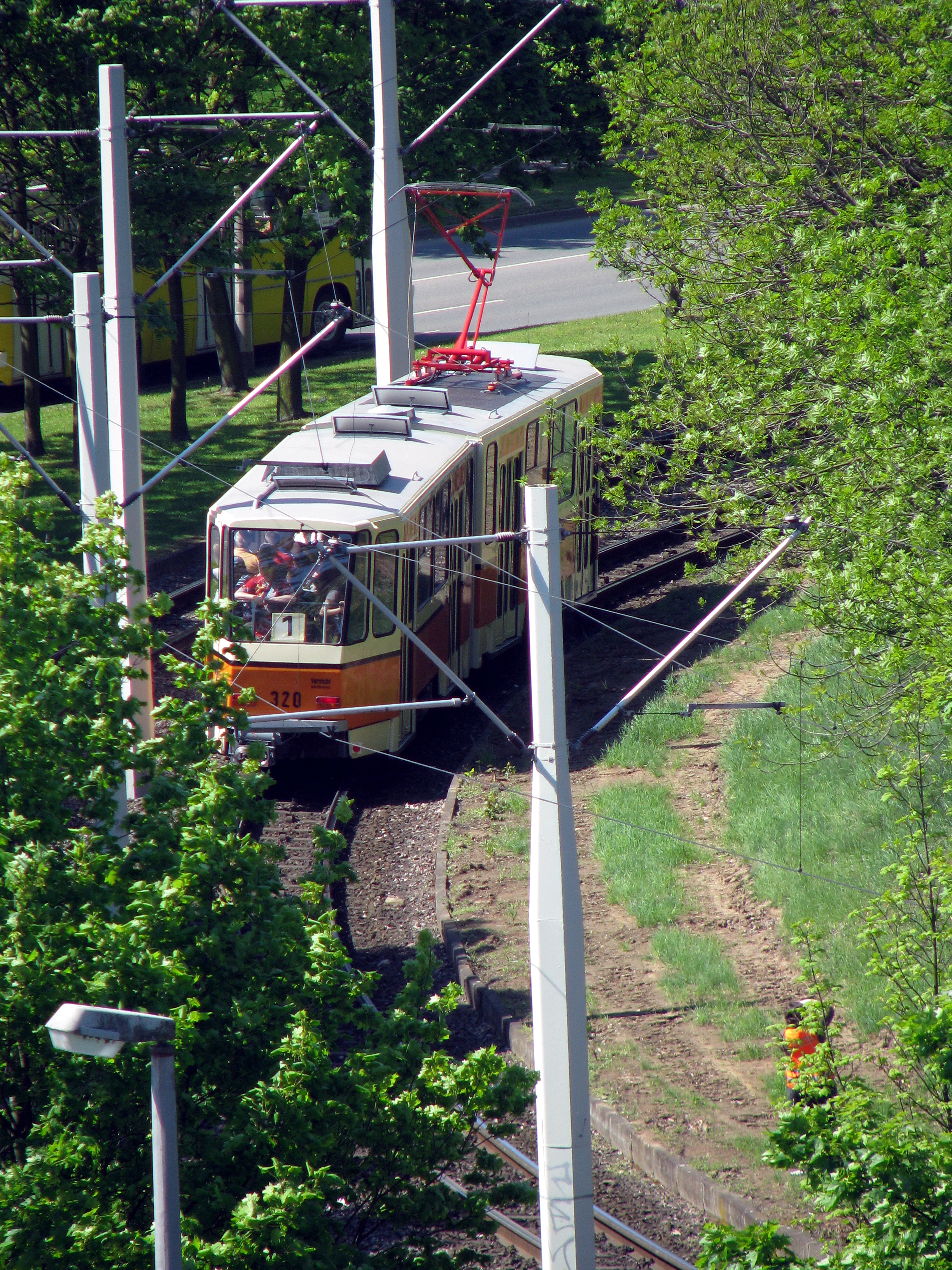
Historyczny KT4D

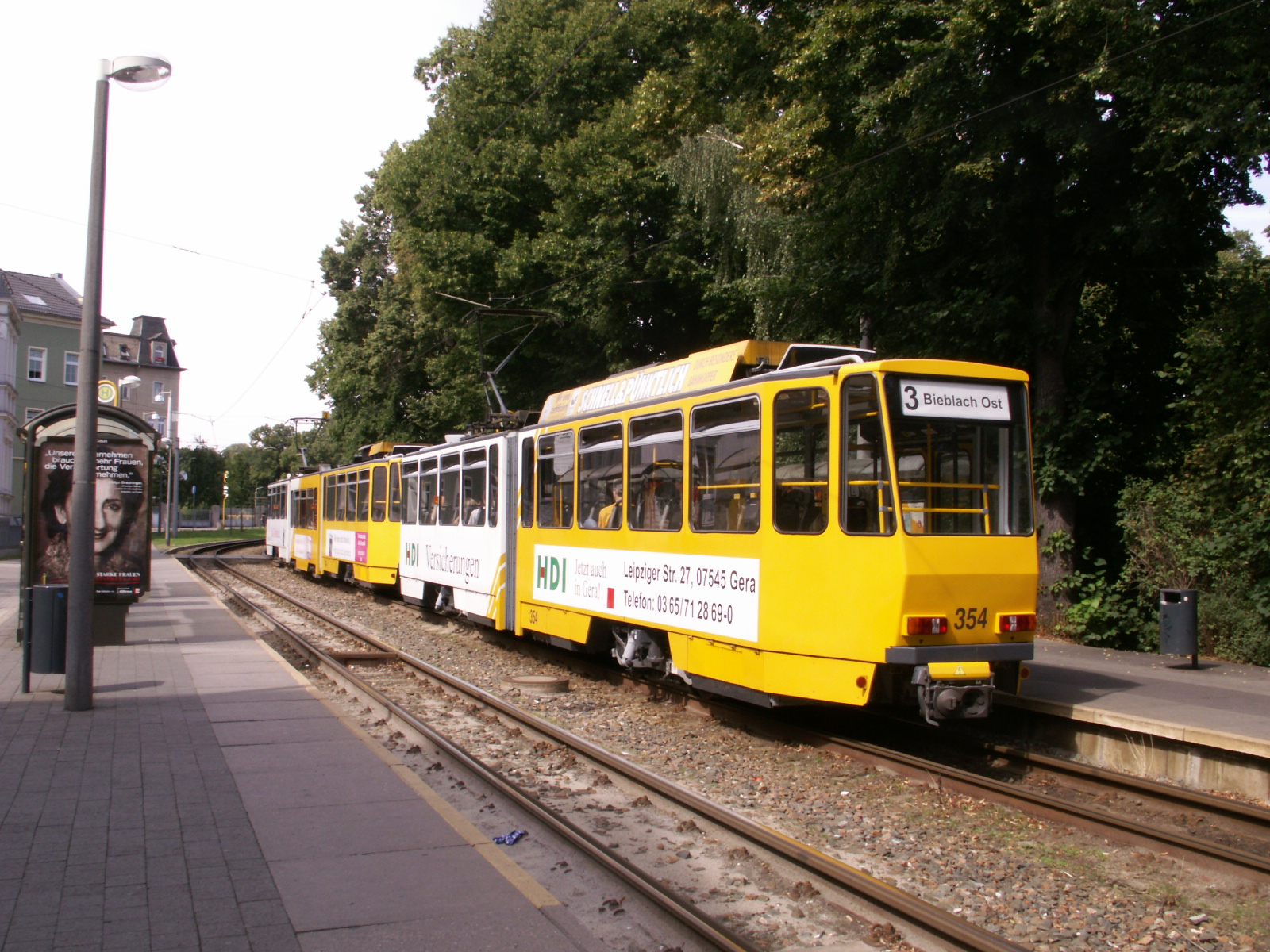
KT4D i KTNF8 na linii 3

Pomiędzy 1979 a 1990 sprowadzono do Gery wagony KT4D, które zastąpiły w 1990 wszystkie stare typy wagonów firm Lowa i Gotha. W drugiej połowie lat 90 rozpoczęto modernizację tramwajów KT4D do typu KT4DMC. 6 wagonów typu KT4D przebudowano na KTNF8, jeden tramwaj przywrócono do stanu z początku eksploatacji i przekwalifikowano na historyczny. Pozostałe sprzedano do Tallinna i Lwowa, część zezłomowano. Tramwaje KT4D są eksploatowane pojedynczo lub w składach dwuwagonowych.

### KTNF8
W latach 1999, 2001 oraz 2003 zmodernizowano 6 tramwajów KT4D do typu KTNF8.Tramwaje przedłużono, wstawiając część niskopodłogową, wymieniono pantografy, drzwi, wózki, reflektory. Tramwaje KTNF8 mogą być łączone w składy z KT4D.

### NGT8G
W 2006 zakupiono 6 tramwajów typu NGT8G (Niederflur-Gelenktriebwagen 8-achsig Gera) produkcji Alstom LHB do obsługi nowo otwartej linii nr 1, jeden z nich kursuje na linii nr 2. Następne tramwaje zamówiono w okresie grudzień 2007 – kwiecień 2008. Tramwaje NGT8G są ponumerowane od 201 do 212. Większość wagonów otrzymała imiona.

## Galeria

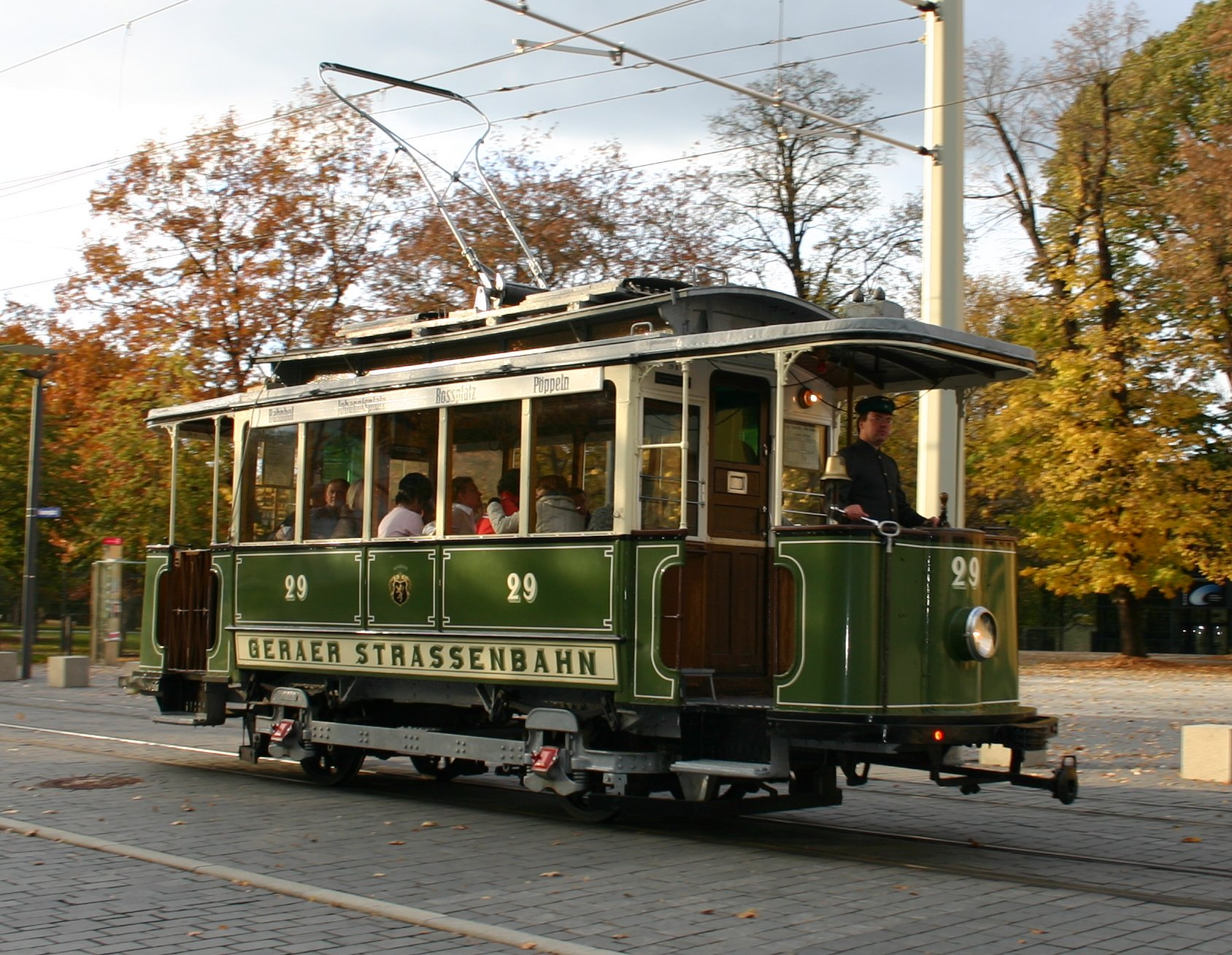
Historyczny tramwaj MAN T2
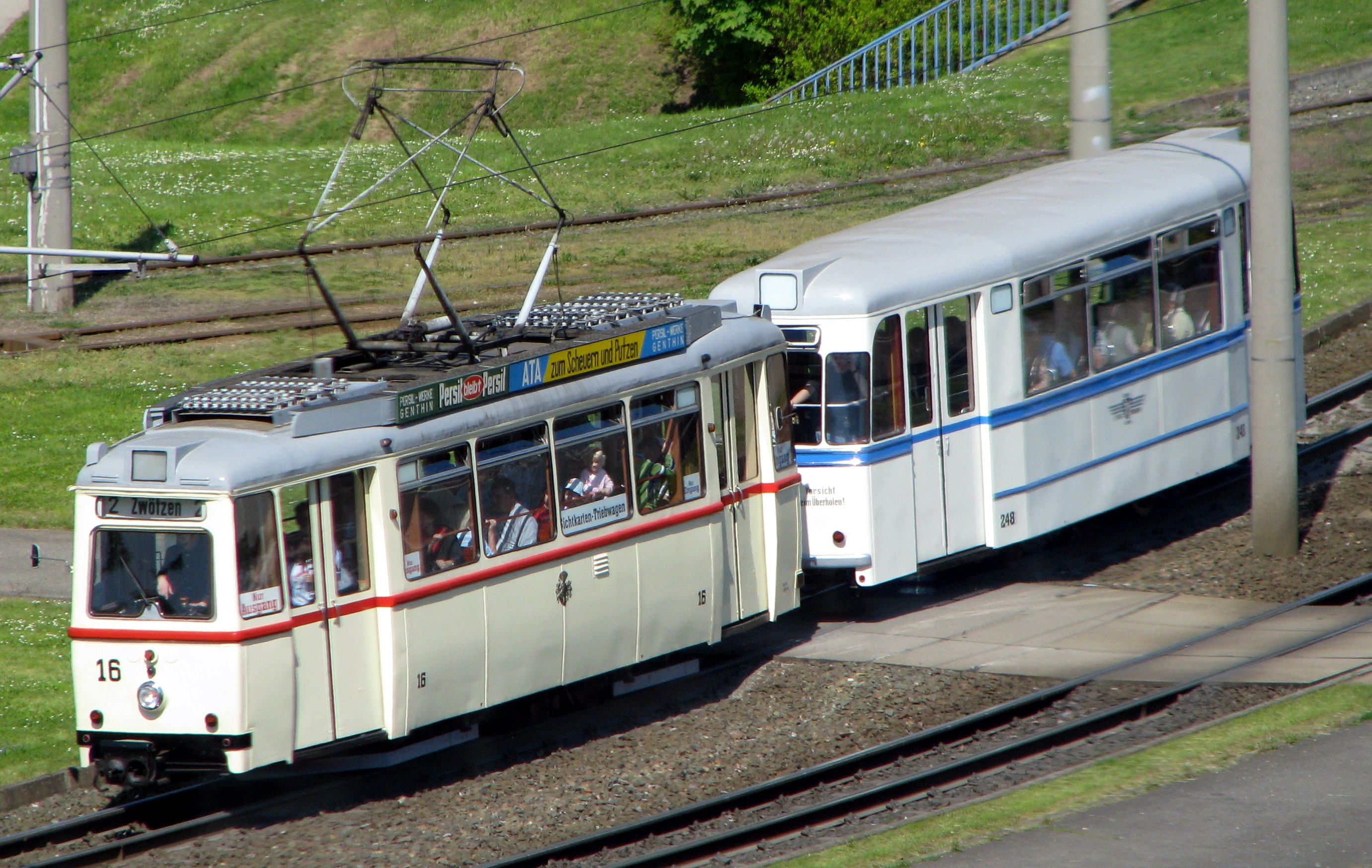
Historyczne wagony Lowa i Gotha
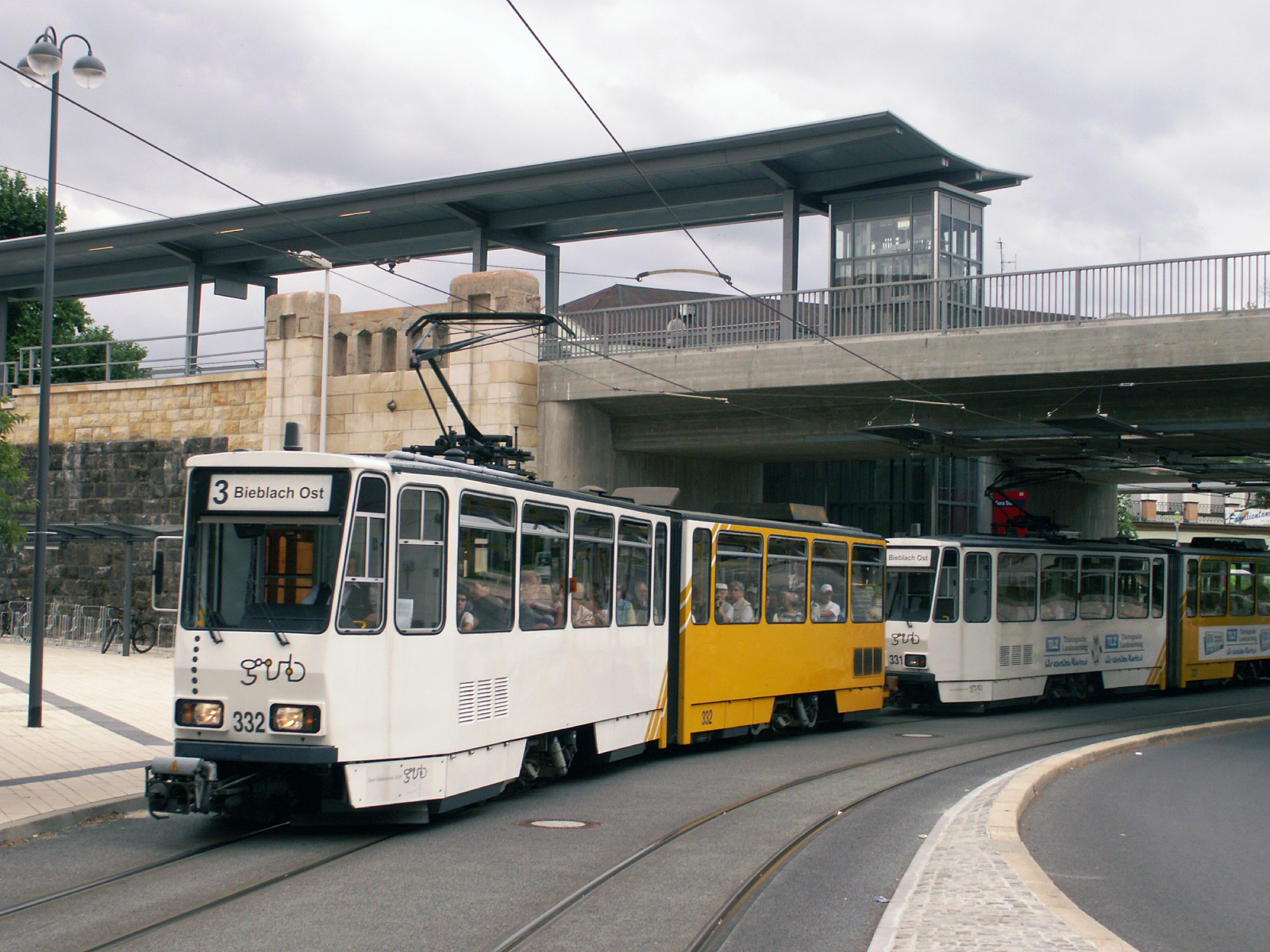
Skład wagonów KT4DMC
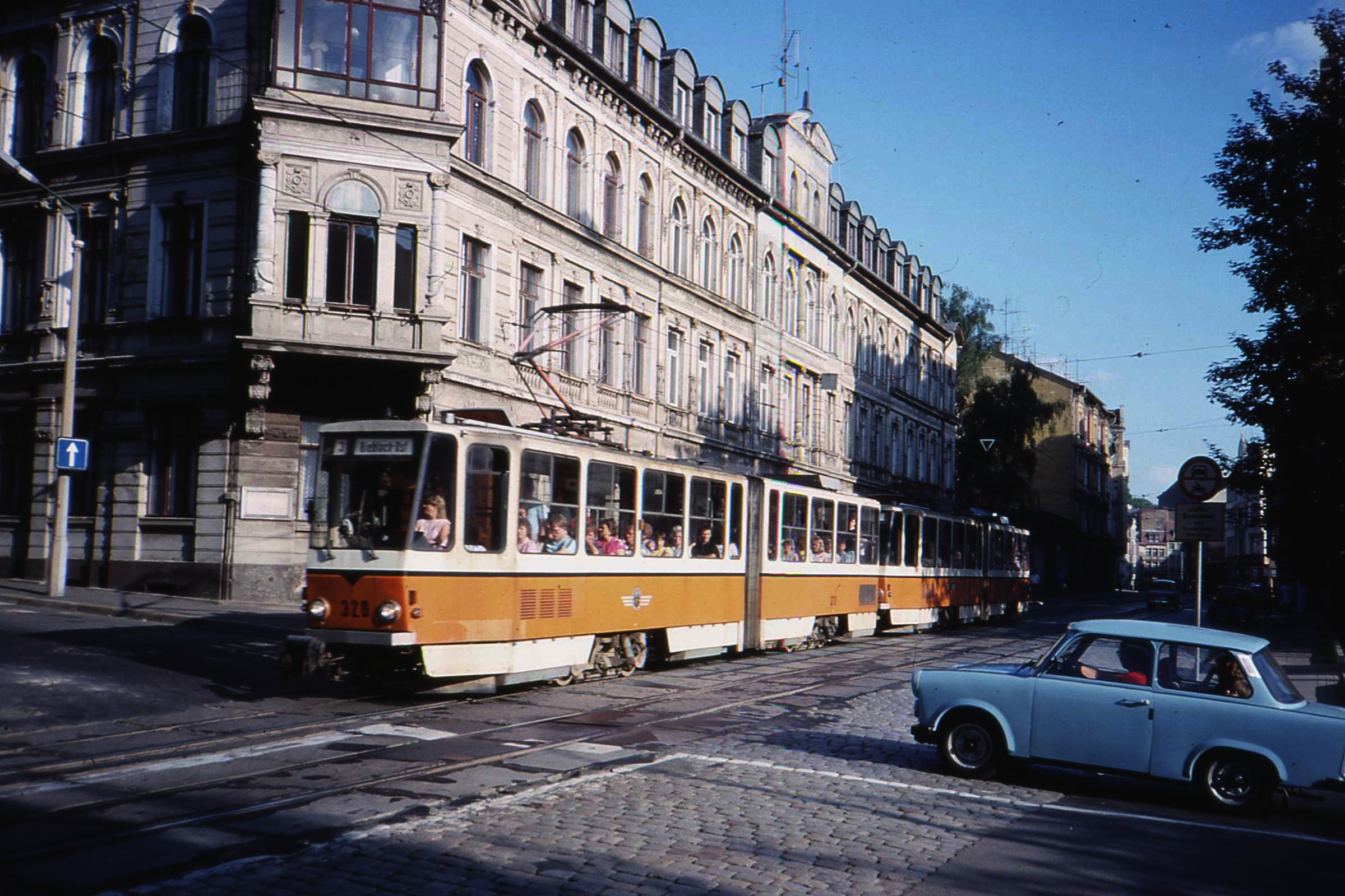
Tramwaje KT4D w Gerze jeszcze przed modernizacją, rok 1989
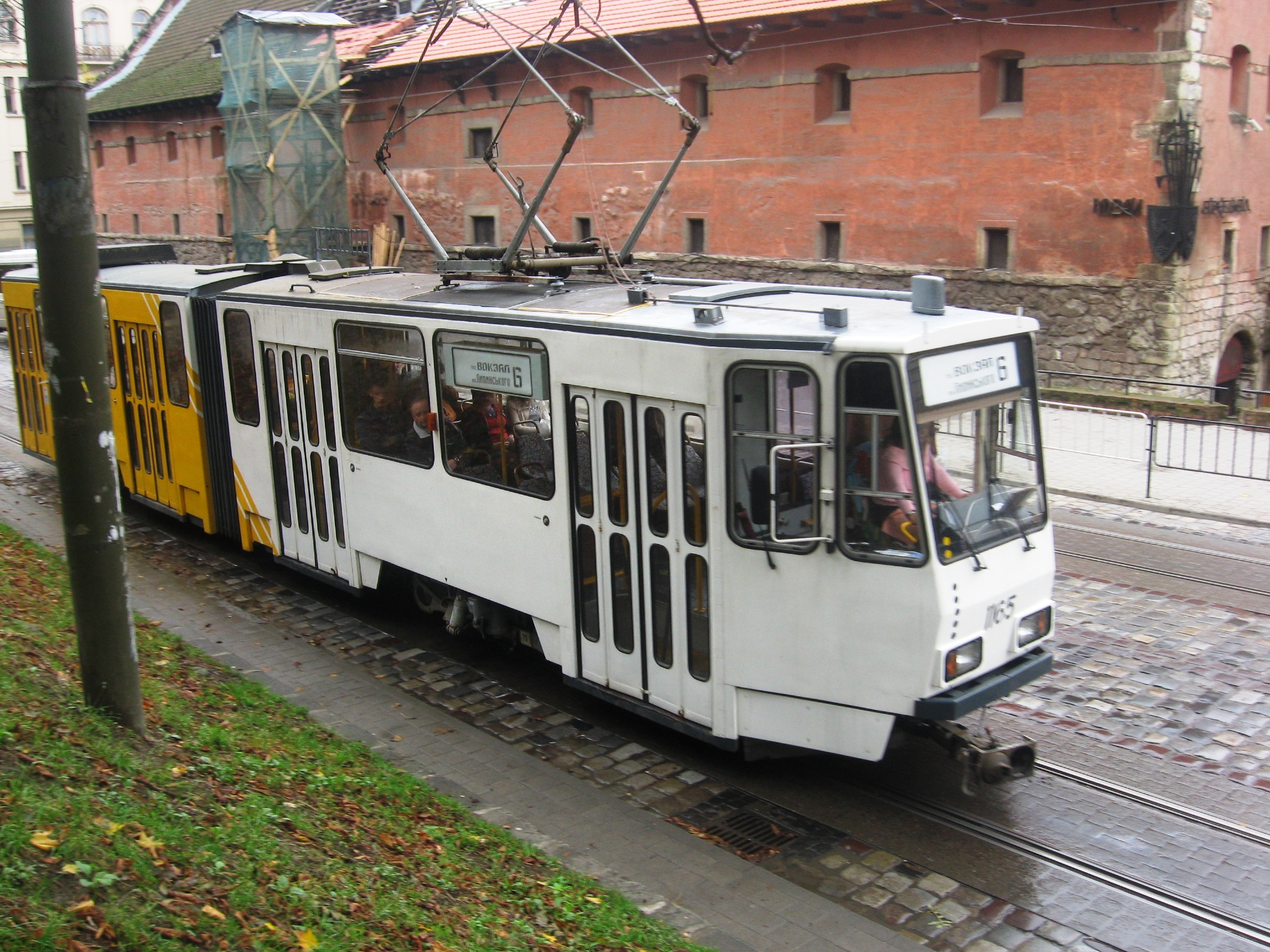
Tramwaj KT4DMC z Gery sprzedany do Lwowa